# Hesperia (fjärilar)
Hesperia är ett släkte av fjärilar som beskrevs av Fabricius 1793. Hesperia ingår i familjen tjockhuvuden.

## Bildgalleri

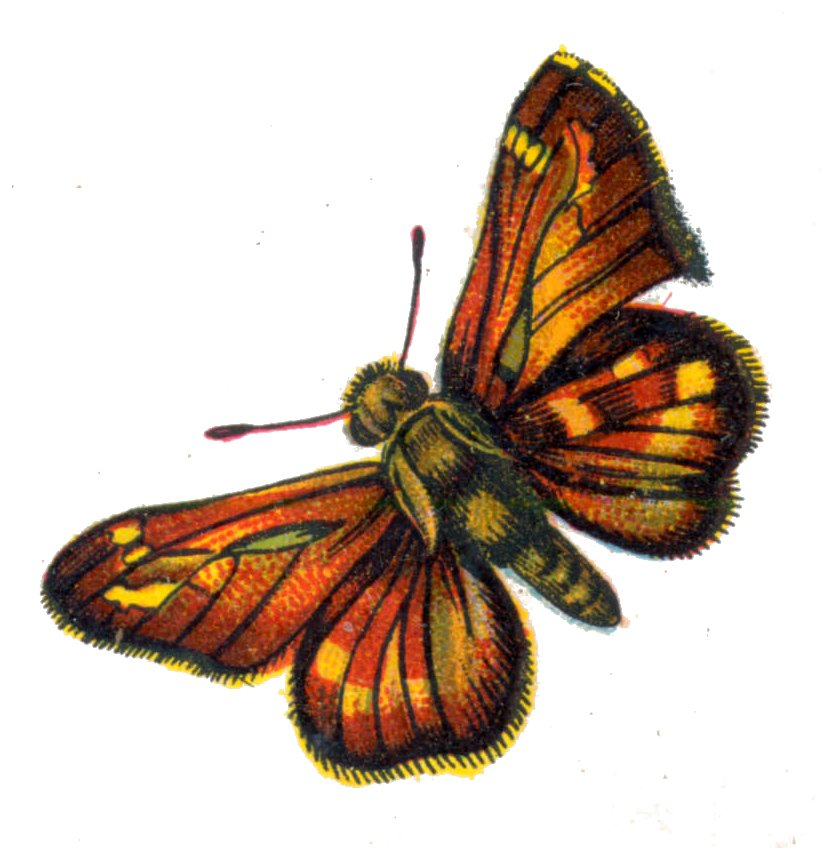
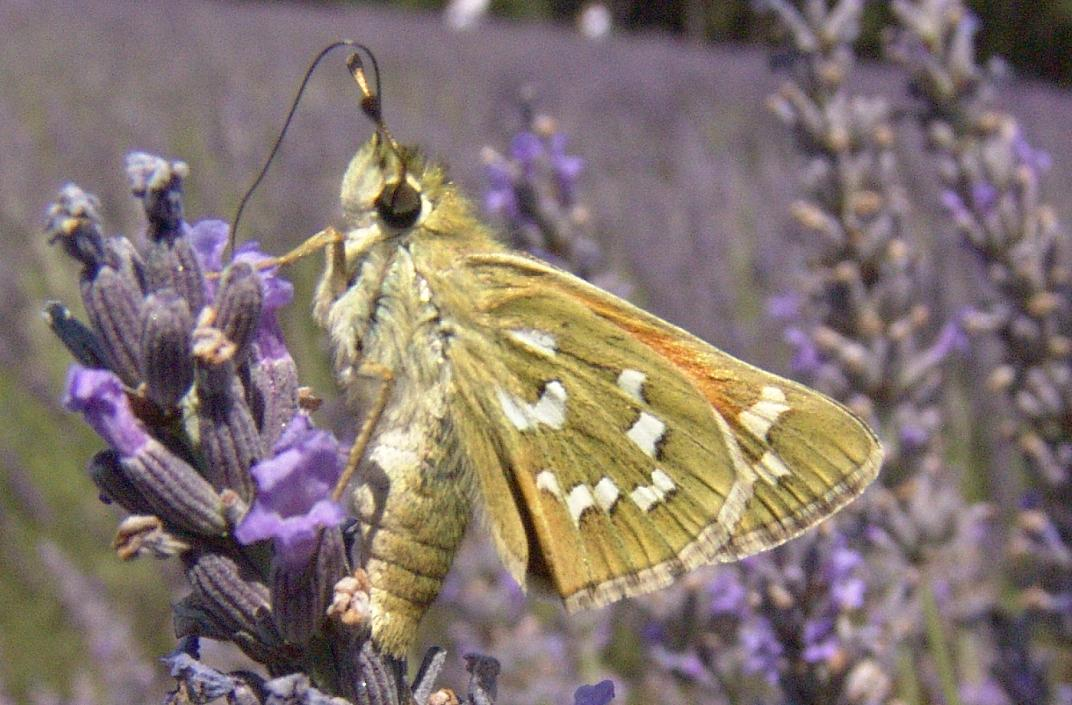
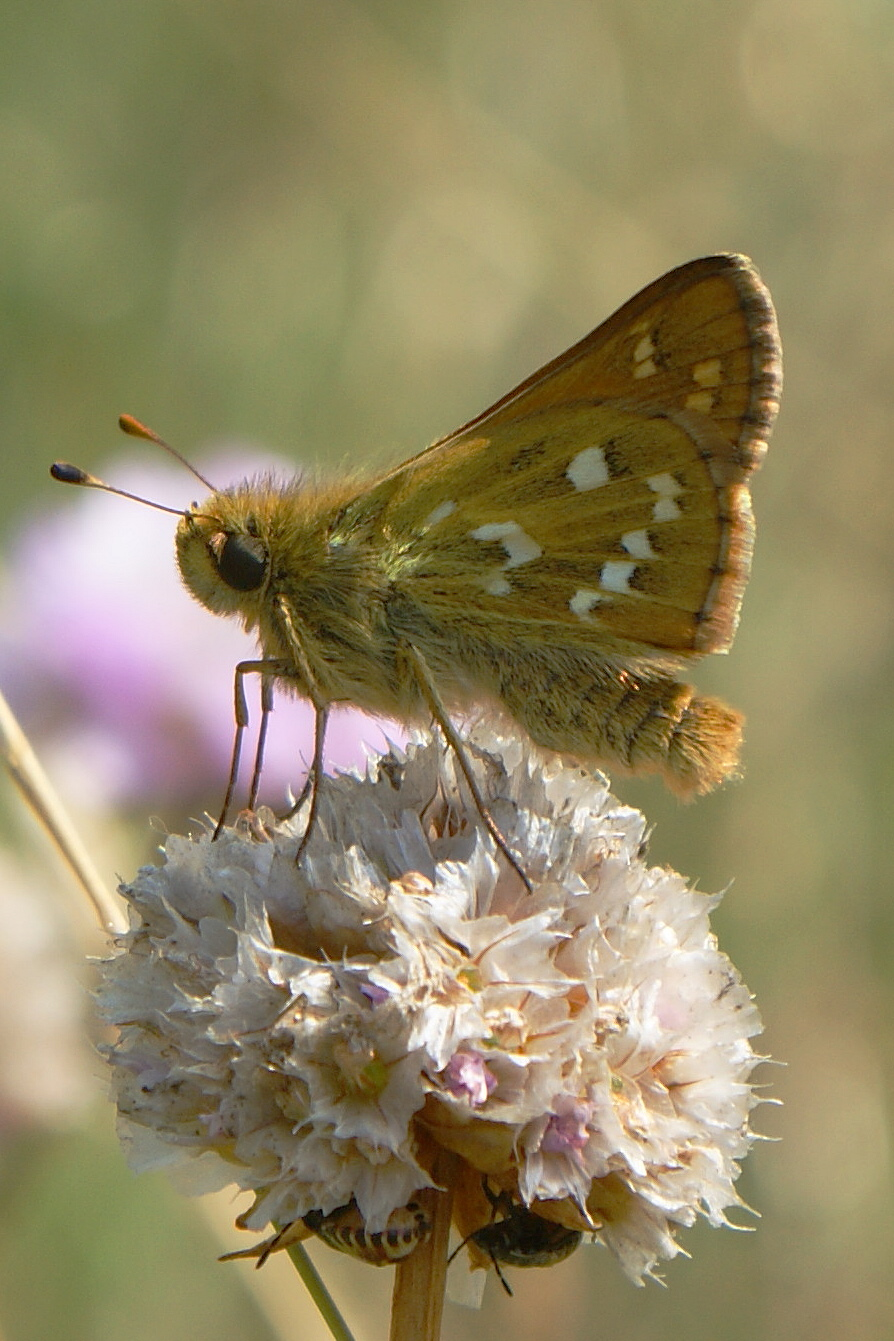
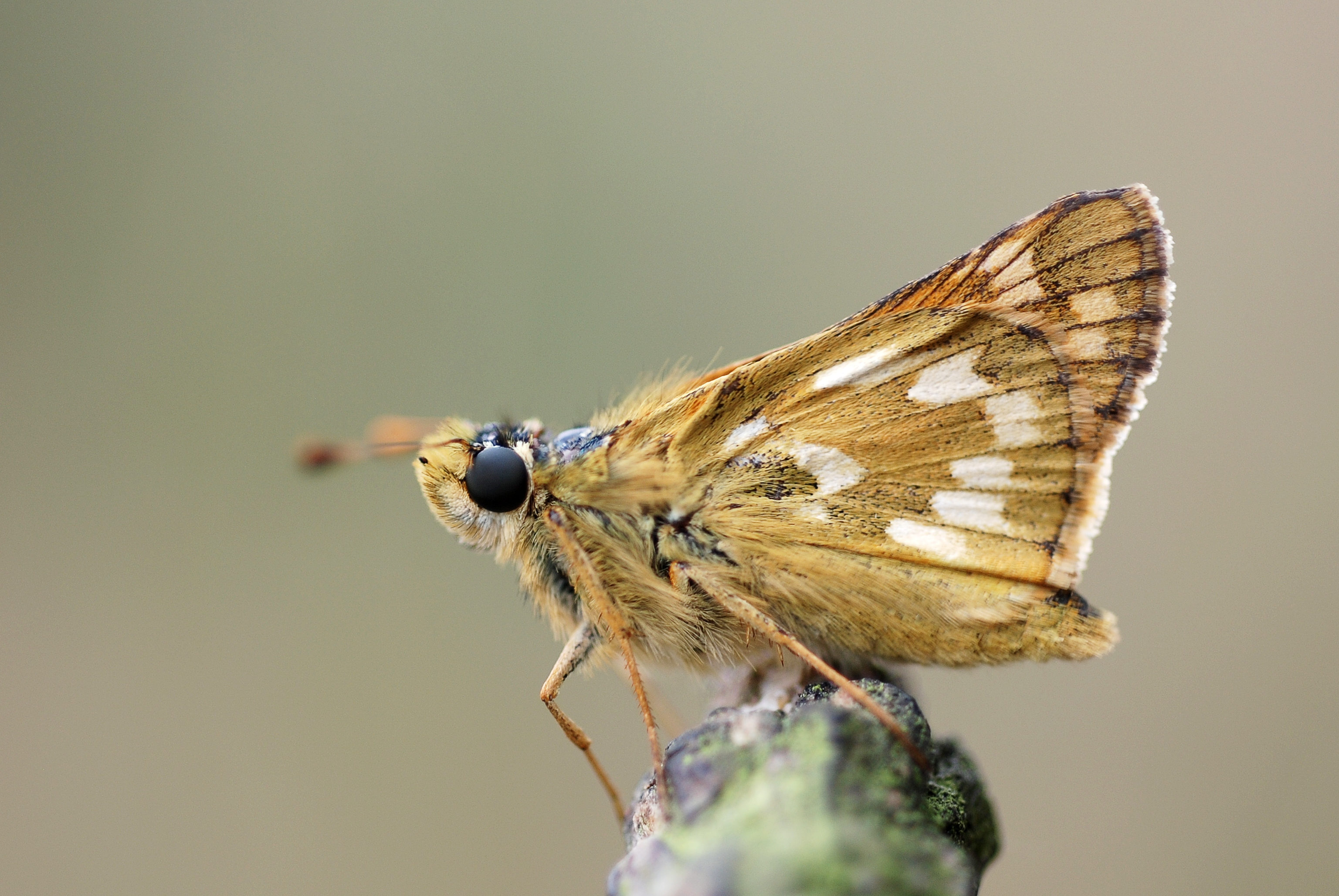
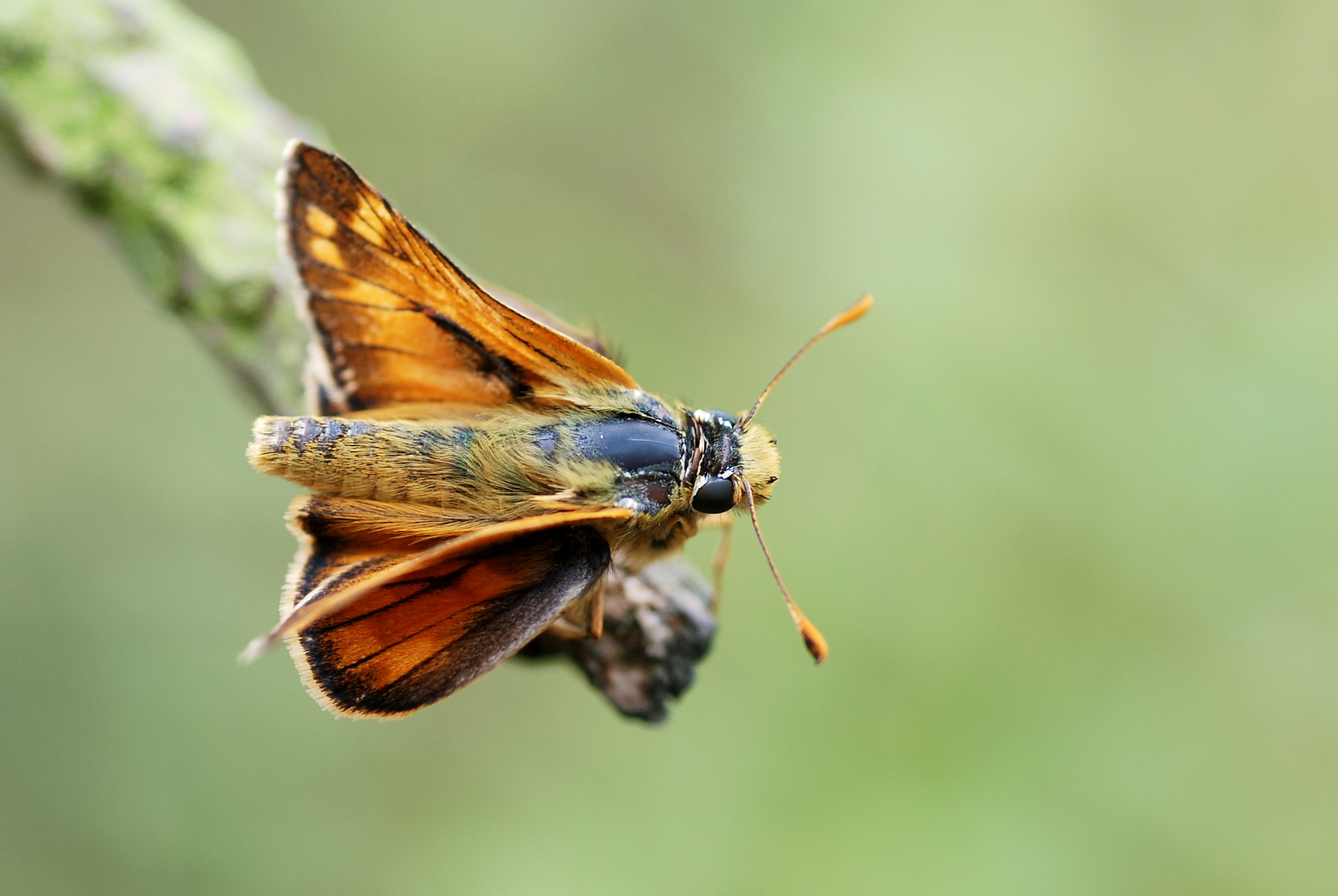
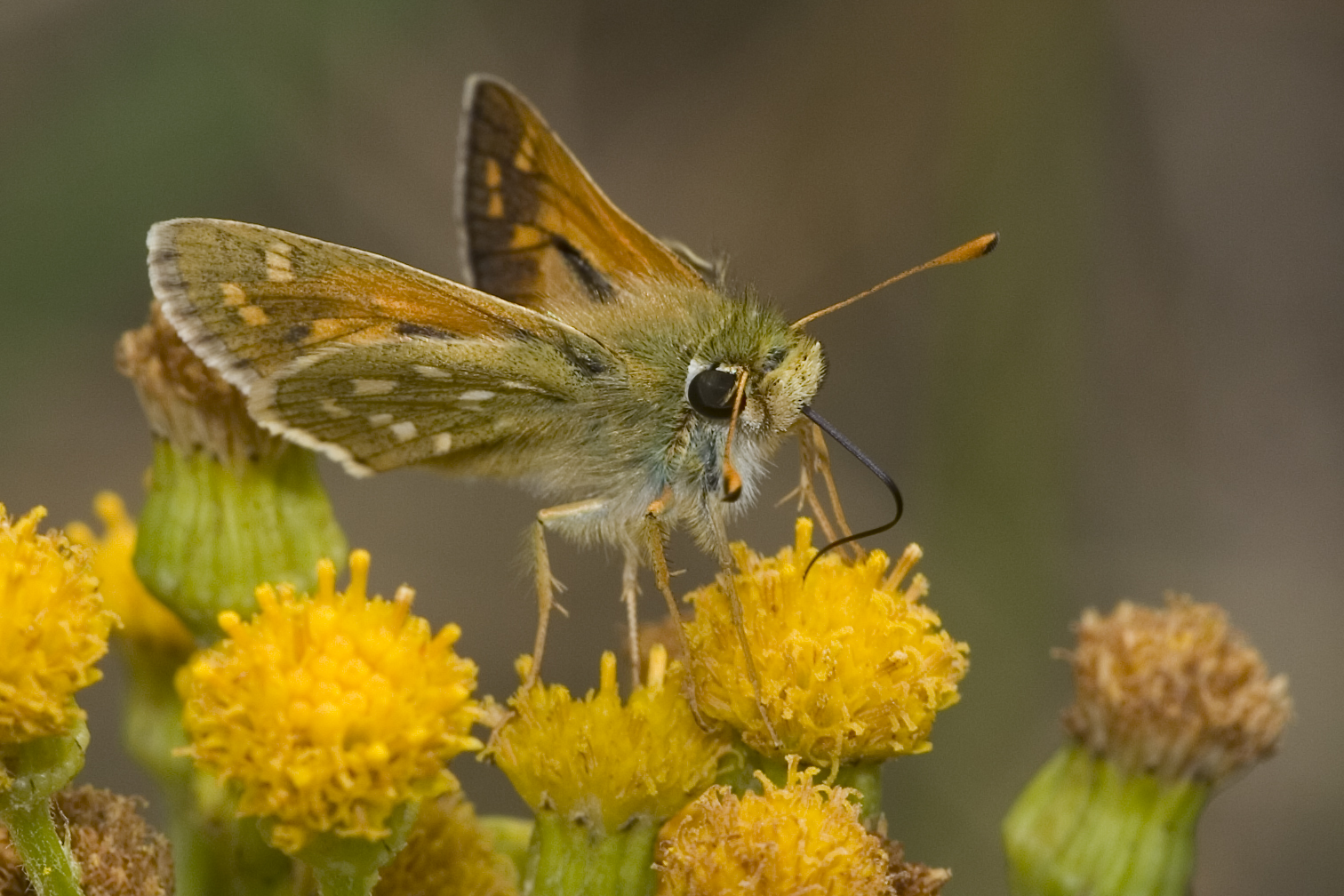

## Dottertaxa tillHesperia, i alfabetisk ordning[1][2]
- Hesperia albescens
- Hesperia alpapennina
- Hesperia alpina
- Hesperia alpiumflava
- Hesperia alpiummixta
- Hesperia apennina
- Hesperia assiniboia
- Hesperia atralpina
- Hesperia attalus
- Hesperia aurata
- Hesperia belfragei
- Hesperia benuncas
- Hesperia borealis
- Hesperia cabelus
- Hesperia california
- Hesperia catena
- Hesperia centripuncta
- Hesperia clara
- Hesperia colorado
- Hesperia columbia
- Hesperia comma
- Hesperia conflua
- Hesperia dacotae
- Hesperia dimila
- Hesperia dodgei
- Hesperia dorina
- Hesperia dupuyi
- Hesperia erynnoides
- Hesperia extrema
- Hesperia faunula
- Hesperia flava
- Hesperia florinda
- Hesperia galliaemeridei
- Hesperia gilberti
- Hesperia guernisaci
- Hesperia harpalus
- Hesperia hemipallida
- Hesperia hibera
- Hesperia horus
- Hesperia hulbirti
- Hesperia idaho
- Hesperia immaculata
- Hesperia indicafusca
- Hesperia intermedia
- Hesperia juba
- Hesperia juncta
- Hesperia jupei
- Hesperia lasus
- Hesperia lato
- Hesperia laurentina
- Hesperia leonardus
- Hesperia leussleri
- Hesperia liberia
- Hesperia licinus
- Hesperia lidia
- Hesperia lindseyi
- Hesperia lorenzi
- Hesperia macrocomma
- Hesperia macswaini
- Hesperia manitoba
- Hesperia manitoboides
- Hesperia martini
- Hesperia meskei
- Hesperia metea
- Hesperia mikado
- Hesperia miriamae
- Hesperia mixta
- Hesperia mixtaconflua
- Hesperia mixtoapennina
- Hesperia montana
- Hesperia nevada
- Hesperia oblata
- Hesperia ochracea
- Hesperia ogallala
- Hesperia ogdenensis
- Hesperia orae
- Hesperia oregonia
- Hesperia ottoe
- Hesperia pahaska
- Hesperia pallida
- Hesperia pallidapuncta
- Hesperia pawnee
- Hesperia quaiapen
- Hesperia repugnans
- Hesperia ridingsii
- Hesperia ruricola
- Hesperia sachalinensis
- Hesperia sassacus
- Hesperia seminole
- Hesperia shandura
- Hesperia slossonae
- Hesperia stallingsi
- Hesperia straton
- Hesperia suffusa
- Hesperia superalpina
- Hesperia susanae
- Hesperia tildeni
- Hesperia titus
- Hesperia uncas
- Hesperia williamsi
- Hesperia viridis
- Hesperia woodgatei
- Hesperia yosemite